# Karl von Muff

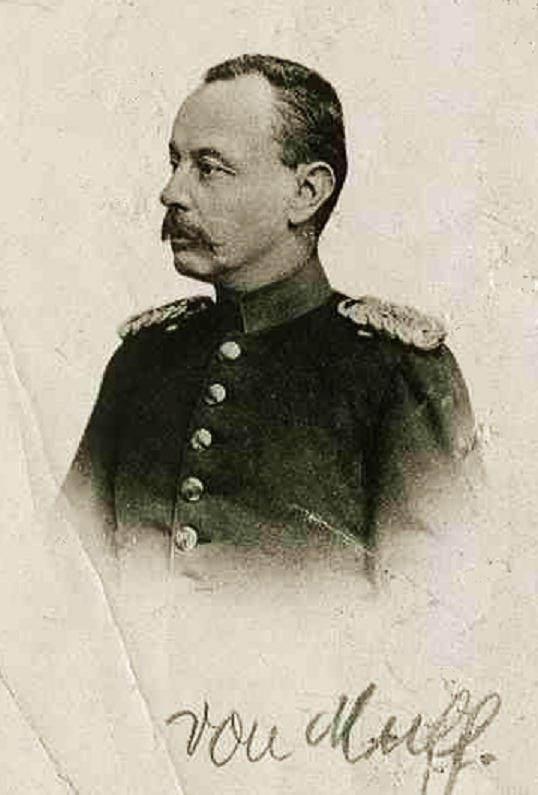
Karl von Muff

Karl Ludwig Muff, seit 1897 von Muff, (* 13. März 1846 in Reutlingen; † 11. März 1935) war ein württembergischer Generalleutnant.

## Leben

### Familie
Er war der Sohn des Oberamtmanns Ludwig Muff und dessen Ehefrau Emilie, geborene Stängel. Muff verheiratete sich mit Anna Luise Eisenbach (1856–1933). Aus der Ehe gingen die beiden Söhne Wolfgang (1880–1947), später General der Infanterie im Zweiten Weltkrieg, und Friedrich Erich (1881–1948) hervor.

### Militärkarriere
Muff besuchte die Lateinschulen in Reutlingen, Blaubeuren und Lauffen am Neckar sowie das evangelisch-theologische Seminar in Blaubeuren. Er studierte Rechtswissenschaften in Tübingen und war seit 1865 Mitglied der Studentenverbindung Tübinger Königsgesellschaft Roigel. Er trat am 4. April 1867 als Einjährig-Freiwilliger in das 1. Infanterie-Regiment „Königin Olga“ der Württembergischen Armee ein. Dort wurde Muff im Oktober 1867 zum Portepeefähnrich ernannt und am 9. September 1868 als Sekondeleutnant mit Patent vom 10. September 1868 in das 4. Infanterie-Regiment versetzt. Kurze Zeit darauf folgte im November seine Versetzung in das 3. Jäger-Bataillon. Mit diesem Verband nahm Muff 1870/71 am Krieg gegen Frankreich teil. Er kämpfte in der Schlacht bei Wörth sowie bei der Einschließung und Belagerung von Paris.
Am 6. Februar 1871 zum Premierleutnant befördert, war Muff von März bis Ende September 1872 als Bataillonsadjutant tätig und diente anschließend als Adjutant des Grenadier-Regiments „König Karl“ (5. Württembergisches) Nr. 123. Anfang Februar 1878 stieg er zum Hauptmann und Kompaniechef auf, wurde am 8. August 1889 Major und als solcher am 21. April 1890 Bataillonskommandeur im Infanterie-Regiment „Großherzog Friedrich von Baden“ (8. Württembergisches) Nr. 126. Es folgte am 27. Januar 1895 seine Versetzung in den Stab des Grenadier-Regiments „König Karl“ (5. Württembergisches) Nr. 123 und am 22. März 1895 die Beförderung zum Oberstleutnant.
Für seine Verdienste wurde er am 3. Juni 1897 durch König Wilhelm II. mit dem Ehrenkreuz des Ordens der Württembergischen Krone beliehen. Damit verbunden war die Erhebung in den persönlichen Adelstand und er durfte sich nach der Eintragung in die Adelsmatrikel „von Muff“ nennen.
Am 17. Juni 1897 zum Oberst befördert, war Muff vom 20. Juli 1897 bis 3. Juni 1899 Kommandeur des Infanterie-Regiments „Kaiser Friedrich, König von Preußen“ (7. Württembergisches) Nr. 125 und hatte anschließend das Kommando über das Infanterie-Regiment „Großherzog Friedrich von Baden“ (8. Württembergisches) Nr. 126. Muff wurde dann am 13. April 1901 mit der Führung der 51. Infanterie-Brigade (1. Königlich Württembergische) beauftragt und mit der Beförderung zum Generalmajor am 18. Mai 1901 zum Brigadekommandeur ernannt. Unter Verleihung des Charakters als Generalleutnant wurde er am 24. April 1904 mit Pension zur Disposition gestellt.
Nach seiner Verabschiedung lebte er in Alfdorf. Am 4. Dezember 1910 wurde Muff mit dem Ritterkreuz des Militärverdienstordens beliehen.
Zu Beginn des Ersten Weltkriegs wurde Muff als Generalleutnant z.D. reaktiviert und diente als Kommandeur der stellvertretenden 54. Infanterie-Brigade. In dieser Stellung erhielt er am 5. Oktober 1916 das Wilhelmskreuz mit Schwertern und Krone.